# 사행동
사행동시 윤축의 움직임

단면방향

평면방향

사행동(蛇行動)은 철도 차량의 공진현상의 하나다. 주로 직선부를 고속으로 주행할 경우 차체나 대차, 차축 등이 연직축 둘레 방향 회전 진동(yawing)을 일으키는 현상이며, 궤도나 대차·차체에 손상을 준다. 정도가 심한 경우에는 탈선 사고의 원인이 되기도 하므로, 고속화에서는 특히 이 현상에 대한 대책이 중요하다. 이 항목에서는 사행동을 억제하는 요댐퍼 등의 기구에 대해서도 해설한다.

## 발생의 기구

### 1륜축의 기하학적 사행동

차륜의 답면구배

철도차량의 차륜은 원통형이 아닌 원추형으로, 플랜지 측(안쪽)의 직경은 크고 바깥쪽의 직경은 작다. 이 차이를 답면구배(踏面勾配)라고 부르며, 차축이 레일의 한쪽 편으로 치우쳤을 경우 올바른 위치로 되돌리는 복원력을 주며 곡선 통과를 원활화하는 기능을 가지고 있다. 이것은 좌우의 차륜이 직결되어 있는 철도 차량의 윤축에 자기조향 기능을 주는 것으로, 없어서는 안되는 구조이다.
그런데 답면구배에 의한 자기 조타 기능은 윤축에 좌우 방향의 운동을 일으키는 원인이 된다. 즉, 윤축이 한쪽의 레일로 치우쳤을 경우 그것을 원래대로 되돌리려고 하는 복원력에 의해 반대측의 레일에 치우쳐, 거기에 역방향의 복원력이 작용하는 반복 운동이 발생하게 된다. 이것을 1륜축의 기하학적 사행동이라고 부르며, 파장 L은 이하의 식으로 나타낼 수 있다.
{\displaystyle L=2\pi {\sqrt {\frac {er}{\lambda }}}}
이 식에서,
- L - 사행동의 파장

1축 사행동의 파장

- e - 좌우 차륜 간격의 1/2(≒궤간의1/2)
- r - 차륜 반경
- λ - 답면구배

이다. 파장 L이 작을수록 진동이 격렬해지는 것으로부터, 작은 차륜경과 좁은 궤간, 큰 답면구배가 사행동을 심화시키는 원인이 되는 것을 알 수 있다.

### 2축차·2축 대차의 사행동
실제의 철도 차량은 1축이 아닌, 2축 이상의 윤축 혹은 대차에 복수의 윤축을 갖춘 보기(bogie) 대차에 의해 구성된다. 이 경우의 사행동은 이하의 식으로 나타낼 수 있다.
{\displaystyle L=2\pi {\sqrt {\frac {er}{\lambda }}}{\sqrt {1+{\frac {l^{2}}{e^{2}}}}}}
이 식에서,
l - 축거(軸距)의 1/2
이다. 즉, 사행동을 장주기화(長周期化)하고 영향을 억제하려면 긴 축거가 유효하다.
실제의 사행동은 관성 운동이며, 이것은 기하학적 조건뿐만 아니라, 윤축·대차·차체의 질량이나 용수철 정수·감쇠 정수 등도 큰 영향을 미친다.

## 사행동에의 대책

### 사행동과 고속화
사행동은 차륜의 답면구배에 기인하여 앞서 서술한 특성치에 의해 일정한 파장을 가지는 것으로 인해, 주행속도가 높을수록 진동 속도가 커져 고속화에 장해 요인이 된다. 곡선 구간의 경우 답면구배에 의한 복원력에 비해 작용하는 원심력이 크기 때문에 문제가 되는 일은 그다지 없으며, 주로 직선 구간에서 문제가 된다. 사행동에의 대책은 아래에서 서술한다.

### 답면구배의 적정화
사행동을 일으키는 원인은 답면구배에 의한 복원력이므로, 고속 열차의 경우 대체로 답면구배를 작게 하는 것이 대책으로서 효과가 있다. 한국의 경우, 고속 열차인 KTX의 동력 차량의 경우 답면구배가 1/40인 GV40 답면이 채용되어 있다. 그러나 답면구배를 지나치게 작게 하면 곡선 구간의 통과가 곤란해지는 문제도 있기 때문에, 최소 곡선 반경을 검토하여 적절한 값을 취하는 것이 바람직하다.

### 윤축의 지지
실제의 윤축은 전후 방향이나 좌우 방향에 대해 완전 구속이 아닌 탄성 지지를 받고 있다. 이 용수철 정수를 적절히 선정하는 것으로써 공진을 일으키는 진동수를 사용하지 않는 초고속 영역으로 설정하는 방법이나, 반대로 낮은 속도로 공진역(共振域)을 설정하여 고속에서의 진동을 억제하는 등의 방책이 있다. 2축 화차의 2단 링크 방식은 후자의 예이다.
또, 저널박스 지지 장치로 페데스탈 방식을 이용하는 경우 마모에 의해 지지부에 반동이 발생하기 쉽고, 1축 사행동의 원인이 되는 경우가 많다. 이 때문에 내마모성이 뛰어난 재료를 이용해야만 하며, 정기적인 보수가 필요하다. 원통안내식 저널박스 지지 장치는 이 결점을 개량한 것으로, 반동이 발생하기 어려운 구조로 설계되어 있다.

### 사행동을 억제하는 기구

#### 사이드 베어링과 볼스터 앵커
볼스터 대차에서는, 사이드 베어링에 의해 대차와 차체가 접하고 있어 이 사이의 마찰력이 사행동을 억제하는 기능을 가지고 있다. 또한 볼스터 대차에는 차체에 견인력을 전하기 위한 볼스터 앵커를 장비하는 것도 있는데, 이것에 의해 부차적으로 사행동을 억제하는 효과를 얻을 수 있다.

#### 요댐퍼
요댐퍼 없음

요댐퍼 있음

KTX 열차의 요댐퍼

요댐퍼는 최근의 고속 대응 볼스터리스 대차에 이용되는, 차체와 대차를 댐퍼를 개입시켜 접속하는 방식이다. 댐퍼는 그 특성상 빠른 움직임에만 저항하며, 느린 움직임에는 그다지 저항하지 않는다. 이 특성에 의해 곡선부에서의 대차의 완만한 회전은 허용하면서, 고속 진동인 사행동만을 억제하는 기구이다.
오른쪽의 그림은 요댐퍼의 역할을 모식적으로 나타낸 것이다. 볼스터리스 대차의 경우 대차의 회전은 공기 용수철의 변형에 의해 이루어진다. 별다른 억제 기구가 없는 경우 공기 용수철의 감쇠 특성에 의해서만 사행동에 저항하게 된다. 한편, 요댐퍼는 차체와 대차의 전후방향을 구속하듯이 장착된다. 대차는 곡선 통과시에 회전해야 하기 때문에 요댐퍼 자체는 신축을 허용하는 구조로 되어 있지만, 그 신축부는 고속 진동을 감쇠시키는 구조로 되어 있어 사행동을 억제하는 효과를 발휘한다.
한국의 경우, KTX 전차량이나 새마을호·무궁화호 객차 일부(일명 쏘시미 대차 등)에 채용되어 있다.

#### 그 외
사행동을 발생시키지 않는 윤축 구조로서 좌우 독립 차륜의 연구가 이루어지고 있다. 그렇지만 자기조향 기능을 가지지 않으므로 다른 쪽의 레일이나 차륜이 편마모되는 등의 문제가 있어 본격적으로 채용되는 데까지 이르지는 못하고 있다. 최근의 노면 전차에서는 좌우 독립 차륜의 채용 사례가 증가하고 있지만, 그 목적은 사행동 대책이 아닌 저상화(低床化)이다.

## 같이 보기
- 대차
- 쇼크 업소버

## 참고 문헌
- 石井幸孝　"入門鉄道車両" 交友社, 1970년[쪽 번호 필요]
- 伊原一夫　"鉄道車両メカニズム図鑑" グランプリ出版, 1987년[쪽 번호 필요]